# Bezirk Monthey
Der District de Monthey im Kanton Wallis besteht aus folgenden Gemeinden:
| Wappen          | Name der Gemeinde | Einwohner (31. Dezember 2023) | Fläche in km² | Einw. pro km² |
| --------------- | ----------------- | ----------------------------- | ------------- | ------------- |
| Champéry        | Champéry          | 1399                          | 38,85         | 36            |
| Collombey-Muraz | Collombey-Muraz   | 9903                          | 29,75         | 333           |
| Monthey         | Monthey           | 18'886                        | 28,70         | 658           |
| Port-Valais     | Port-Valais       | 4485                          | 14,35         | 313           |
| Saint-Gingolph  | Saint-Gingolph    | 1049                          | 14,45         | 73            |
| Troistorrents   | Troistorrents     | 5008                          | 36,96         | 135           |
| Val-d’Illiez    | Val-d’Illiez      | 2129                          | 39,26         | 54            |
| Vionnaz         | Vionnaz           | 2934                          | 20,95         | 140           |
| Vouvry          | Vouvry            | 4621                          | 33,51         | 138           |
| Total (9)       | Total (9)         | 50'414                        | 256,78        | 196           |

Das urbane Zentrum des Chablais ist in Monthey, also auf dem Schuttkegel der Vièze am linken Rhoneufer und am Eingang zum Val d'Illiez. Bekannt ist auch der Pas de Morgins zum Val d'Abondance. Als regionales kulturelles Zentrum spielt Monthey eine wichtige Rolle. Die Stadt ist Sitz zweier höherer Lehranstalten, die eine für Handel und Allgemeinbildung, die andere für Gesundheit und soziale Arbeit, und seit 1984 des Studios von Radio Chablais sowie seit 1989 des Théâtre du Crochetan.